# 卷圈野扁豆
卷圈野扁豆（学名：Dunbaria circinalis）为豆科野扁豆属下的一个种。

## 扩展阅读
- 維基物種上的相關：卷圈野扁豆